# Annandaleum lambda
Annandaleum lambda är en kräftdjursart som först beskrevs av Annadale 1910.  Annandaleum lambda ingår i släktet Annandaleum och familjen Scalpellidae. Inga underarter finns listade i Catalogue of Life.